# Pentorya indica
Pentorya indica är en mångfotingart som beskrevs av Filippo Silvestri 1919. Pentorya indica ingår i släktet Pentorya och familjen kamjordkrypare. Inga underarter finns listade i Catalogue of Life.